# Surányi József (újságíró)
Surányi József, születési és 1897-ig használt nevén Schwarz József (Pest, 1861. december 12. – Budapest, Terézváros, 1918. július 17.) lapszerkesztő és -kiadó, a Pesti Napló főszerkesztője.

## Pályája
Zsidó családban született, mint Schwarz Kálmán (szül. 1835) és megyeri Krausz Karolina fia. Testvérei: Béla és Miklós, később mindhárman Surányira változtatták nevüket; húguk, Regina férjhez ment Egger Gyulához és férje nevét viselte.
Surányi József a gimnázium után Pesten kereskedelmi akadémiát végzett. 1881-ben három évi külföldi gazdasági tanulmányútra ment. 1887-ben kereskedelmi (export-import) céget alapított; övé volt a Swarz József és társa műszaki kereskedés, érdekeltsége volt a Schottola Ernő nevén ismert gumiárugyár és -kereskedésben. Testvéreihez hasonlóan 1905-től egyik részvényese volt a Gizella Malom Rt.-nak. 1907 novemberében a közgazdaság terén szerzett érdemei elismeréséül megkapta az udvari tanácsosi címet.
Gazdasági, vállalkozói tevékenysége mellett irodalommal és újságírással is foglalkozott. Tárcákat írt a Nemzeti Ujságnak és több más lapnak. Hans Harding álnéven német nyelvű verseskötete jelent meg (Lipcse, 1890).
1901-ben átvette a Pesti Naplót, majd a lap főszerkesztője és a Pesti Napló Rt.-nak elnök-igazgatója lett. A régi stílusú lapot jó hírszolgálattal rendelkező, korszerű újsággá alakította. Az általa vezetett Pesti Naplónál tört ki 1911-ben az első és sokáig egyetlen újságírósztrájk, amely sikerrel fejeződött be: a laptulajdonos-főszerkesztő megadta a kért fizetésemelést. Egy évvel korábban történt, hogy Surányi József elbocsátotta a lap közgazdasági rovatvezetőjét, Miklós Andort, aki Az Est címen saját lapot alapított, megteremtve ezzel a Pesti Napló konkurenciáját. Az elbocsátás után a két laptulajdonos között pereskedés kezdődött, de az üzleti titkok kiteregetése egyik félnek sem használt. Miklós Andor 1912 szeptemberében visszavonta a panaszt, és a kölcsönös vádaskodásért a felek nyilvánosan „őszinte sajnálatukat” fejezték ki.
Az első világháború idején a lapkiadási üzlet lényegesen fellendült, Surányi József 1917-ben mégis megvált a laptól, ugyanis váratlanul kedvező ajánlatot kapott Hatvany Lajos cégétől. Döntésében betegsége (szívbaja) mellett közrejátszhatott az is, hogy fia meghalt a fronton. Életének utolsó évét visszavonultan töltötte.
A Salgótarjáni utcai zsidó temetőben található családi sírboltban helyezték nyugalomra.
Felesége Frank Mária (1870–1945) volt, Frank Antal bankigazgató és Ullmann Adél lánya, akivel 1891. március 15-én Budapesten kötött házasságot. Két fiuk született, Károly (1893–1915) és Miklós (1902–?). 1907 májusában elváltak. Idősebbik fia a világháborúban hősi halált halt.

## Munkái
- Aus jungen Tagen, Gedichte. Leipzig, 1888. (Hans Harding álnévvel. Boritékon: Budapest, 1888)
- Adatok az önálló vámterület kérdéséhez. A Pesti Napló kiadása. Budapest, (1905)